# Souvaroff

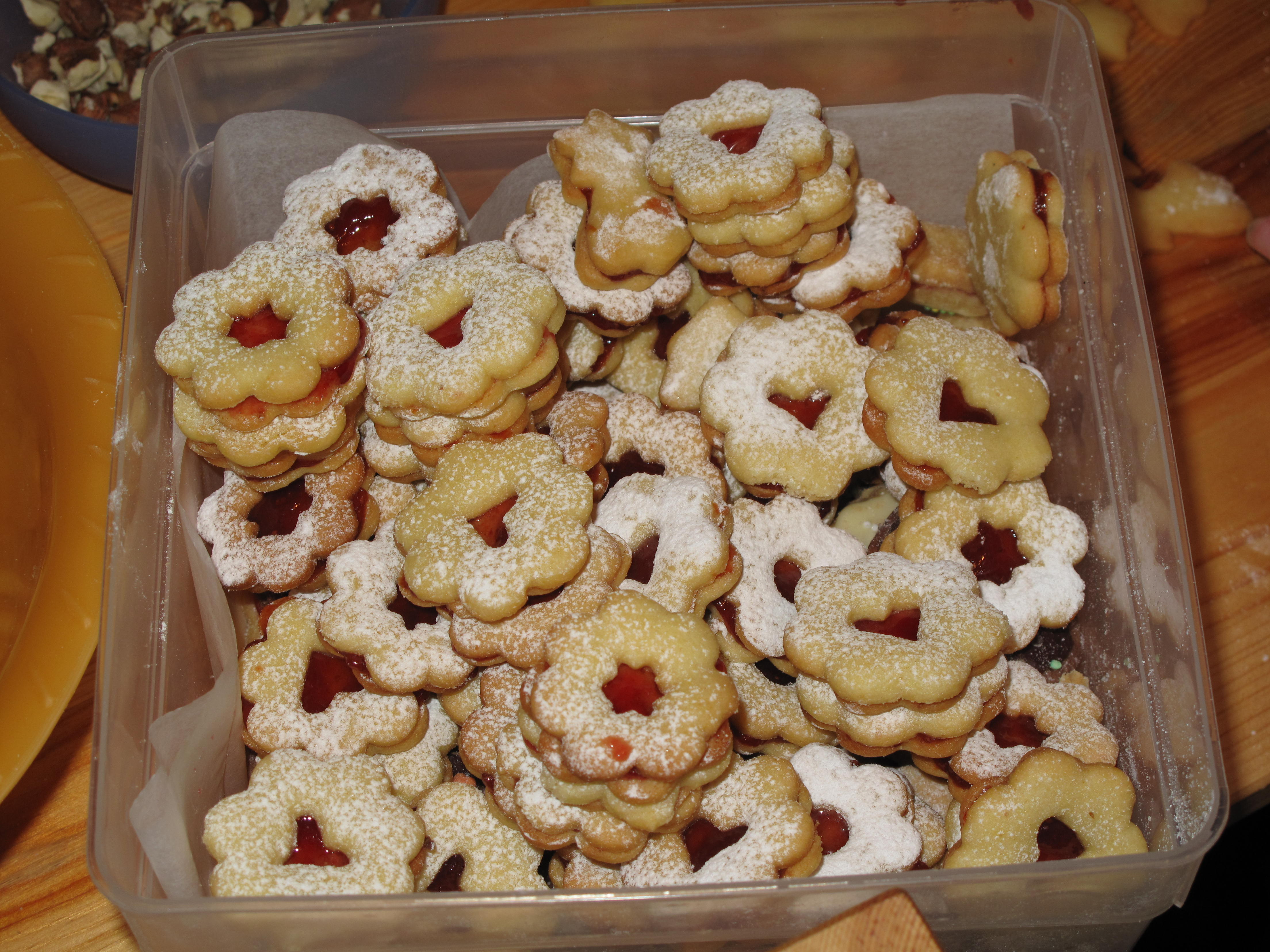
Biscuits tchèques garnis de confiture.

Un souvaroff, ou appelé communément lunettes à la confiture, est une pâtisserie réalisée à base de deux sablés en forme de lunettes superposés, qui sont traditionnellement fourrés à la confiture.
Ces biscuits peuvent être saupoudrés de sucre glace.

## Historique
Nommé ainsi par ou d'après Alexandre Souvorov à une époque (début du vingtième siècle), où la cuisine russe était à la mode, ce biscuit n'a en réalité rien de russe et se rapproche beaucoup des lunettes de Romans.
Le général Souvorov, grand amateur de thé, aimait prendre sa boisson préférée avec des biscuits. Face à son plus grand rival, le général Alexandre Danilovitch Menchikov qui descendait d'une famille de pâtissier moscovite, il aurait cherché à gagner les faveurs de la tsarine Catherine II et ramené d'Italie cette pâtisserie en Russie en lui donnant son nom.